# Interkozmosz–1
Az Interkozmosz–1 (IK-1) szovjet tudományos, napfizikai műhold, a szocialista országok közös Interkozmosz űrprogramjának első egysége.

## Küldetése
A program keretében a Szovjetunió térítésmentesen a tagországok rendelkezésére bocsátotta mesterséges holdjait, geofizikai rakétáit, távközlési és egyéb földi berendezéseit. A közreműködő tudósok lehetőséget kaptak helyszíni szerelésre, valamint a berendezések vizsgálatára közvetlenül a mesterséges holdba építés előtt.  A műhold elsőként vitt fedélzetén több szocialista országban készített kísérleti berendezést és elektronikus műszereket. Főbb kutatási területe a napfizikai jellemzők vizsgálata volt.

## Jellemzői
1969. október 14-én a Kapusztyin Jar rakétakísérleti lőtérről a Majak–2 indítóállásából egy Interkozmosz típusú hordozórakétával, a Koszmosz–2-vel (63SZ1) juttatták Föld körüli, közeli körpályára. Az orbitális egység pályája 93,3 perces, 48,4 fokos hajlásszögű, elliptikus pálya perigeuma 260 kilométer, apogeuma 640 kilométer volt. Energiaellátását akkumulátorok és napelemek összehangolt egysége biztosította. Hasznos tömege 320 kilogramm. A műhold a szovjet műszerek (spektroheliográf, polariméter) mellett német Lyman-alfa fotométer és telemetrikus adó, valamint csehszlovák röntgen- és optikai fotométer műszereket is vitt magával. Működése során 438 esetben létesítettek vele rádiókapcsolatot. Aktív szolgálati idejét 1970. január 2-án 79 nap után fejezte be, a Föld légkörébe érve elégett.

## Külső hivatkozások
- Interkozmosz–1. skyrocket.de. (Hozzáférés: 2012. december 13.)
- Interkozmosz–1. ib.cas.cz. (Hozzáférés: 2012. december 15.)

| Elődje: Kezdet | Interkozmosz sorozat 1969–1994 | Utódja: Interkozmosz–2 |